# Dichagyris clarescens
Dichagyris clarescens là một loài bướm đêm trong họ Noctuidae.